# Oltre il mare
Oltre il mare è un film del 2011 scritto e diretto da Cesare Fragnelli.

## Trama
Puglia, estate 2010. Dopo gli esami di maturità, un gruppo di cinque ragazzi e tre ragazze, tutti amici dall'infanzia, organizza una vacanza in campeggio a Otranto. Ciascuno di essi ha una propria personalità diversa da quella degli altri, e si lascia alle spalle molti problemi; nella pausa del campeggio, ciascuno di essi avrà modo di dare sfogo ai lati più repressi del proprio io.
Durante la vacanza Sergio, il leader bello e carismatico del gruppo, si trova a soffire per essere stato lasciato dalla fidanzata; Francesco, simpatico sbruffone figlio di industriali, cerca di trovare un senso alla propria esistenza; Gugliemo, intellettuale di sinistra, si dà alla droga insieme al timido Giordano; Nicoletta, aspirante showgirl, cede alle proprie insicurezze; Filomena, la bruttina del gruppo, scopre il sesso e la capacità di sedurre; Giuseppe e Carmen intrecciano un'inaspettata relazione, ma la ragazza rimarrà delusa nello scoprire che il ragazzo non ha intenzioni serie. 
Giunti al campeggio, gli otto ragazzi hanno una brutta sorpresa: nella stessa struttura è in vacanza anche il professor Ciampi, temuto e odiatissimo docente di letteratura italiana. Sarà proprio l'uomo, tuttavia, a presentare ai ragazzi le sue tre nipoti inglesi, con le quali si stabilisce subito un rapporto molto intenso: tra falò sulla spiaggia, tradimenti e delusioni, si crea una certa tensione che cresce fino alla fine della vacanza, quando emerge il concreto rischio che il gruppo si sfasci. Un tragico evento, tuttavia, spezza definitivamente gli equilibri: quando gli otto amici tentano di scappare dal campeggio per non pagare il soggiorno, Francesco viene travolto e ucciso da un'auto.
Al funerale di Francesco, i ragazzi si trovano a dover fare i conti col lutto, ciascuno per conto proprio. Un inaspettato aiuto, tuttavia, viene dal professor Ciampi, che in un commovente discorso li incita a trovare conforto nella loro amicizia. I sette ragazzi si incamminano quindi verso un futuro incerto, con la speranza che il loro legame sia più forte del dolore.